# Palmela
Palmela là một huyện thuộc tỉnh Setúbal, Bồ Đào Nha. Huyện này có diện tích 466 km², dân số thời điểm năm 2001 là 53353 người.